# 多齿钩口线虫
多齿钩口线虫（学名：Ancylostoma pluridentatum）是一种寄生钩虫，会感染野生猫科动物。这种钩虫存在于西半球的热带和亚热带地区。